# San Pietro in Guarano
San Pietro in Guarano es una localidad italiana de la provincia de Cosenza, región de Calabria, con 3.713 habitantes.

## Evolución demográfica
| Gráfica de evolución demográfica de San Pietro in Guarano entre 1861 y 2001 |
|                                                                             |
| Fuente ISTAT - Elaboración gráfica por parte de Wikipedia                   |